# Al Hoceima
Al Hoceima o Alhucemas, antiga Villa Sanjurjo (àrab: الحسيمة, al-Ḥusayma; amazic: ⵜⴰⵖⵣⵓⵜ, Taghzut, anomenada per molts locals Biya), és una ciutat portuària del mar Mediterrani, una de les principals ciutats del Rif i la capital de la regió Taza-Al Hoceima-Taounate, del Marroc.
Al Hoceima està situat prop d'Ajdir, la ciutat on va néixer el líder guerriller Abd al-Karim al-Khattabi. Se situa al territori de la tribu Bucoya del Rif que parlen tamazight.

## Història
Els espanyols començaren el seu desenvolupament al voltant del 1925, llavors coneguda com a Villa Sanjurjo, després que aquest general hi desembarqués durant la Guerra del Rif, conduïda per Abd al-Karim al-Khattabi per lluitar en contra del govern colonial espanyol i francès al nord d'Àfrica (desembarcament d'Alhucemas).
La ciutat i els pobles dels voltants van patir dos terratrèmols en l'espai de deu anys: el primer, el 26 de maig del 1994 (6 en l'escala de Richter) i el segon, el 24 de febrer de 2004 (6,4 graus), quan hi moriren més de 560 persones.
A l'estiu, és un centre turístic important gràcies a les boniques platges que l'envolten. Destaca la platja del Quemado, batejada així després que el 1922 una plaga de llagostes arrasés la regió, i els veïns hi cremessin muntanyes de rostolls per combatre la invasió.
Uns quants illots davant la costa pertanyen a Espanya des del 1673, quan una esquadra comandada pel príncep de Montesacro la va ocupar amb l'excusa d'expulsar-ne uns corsaris. Espanya té altres possessions a la zona, com el penyal de Vélez de la Gomera, el nom del qual no té res a veure amb el cognom Vélez, sinó que és una derivació castellana de l'antiga ciutat de Bades, i que no té més interès que poder-hi plantar una bandera.